# NGC 4494
NGC 4494 est une galaxie elliptique située dans la constellation de la Chevelure de Bérénice. NGC 4494 a été découverte par l'astronome germano-britannique William Herschel en 1785.

## Caractéristiques
NGC 4494 présente une large raie HI et c'est une galaxie LINER, c'est-à-dire une galaxie dont le noyau présente un spectre d'émission caractérisé par de larges raies d'atomes faiblement ionisés.

### Distance
Sa vitesse par rapport au fond diffus cosmologique est de 1 634 ± 21 km/s, ce qui correspond à une distance de Hubble de 24,10 ± 1,72 Mpc (∼78,6 millions d'al).
À ce jour, 32 mesures non basées sur le décalage vers le rouge (redshift) donnent une distance semblable, soit 13,437 ± 2,931 Mpc (∼43,8 millions d'al), ce qui est nettement à l'extérieur des valeurs de la distance de Hubble.
La distance indépendante du décalage est nettement inférieure à la distance de Hubble pour les trois galaxies du groupe de NGC 4565 (voir plus bas), ce qui semble indiquer que ces trois galaxies se dirige en direction opposée de la Voie lactée à une vitesse propre non négligeable.
De plus, NGC 4494 comme plusieurs galaxies du groupe de 4725, est relativement rapprochée du Groupe local et on obtient souvent une distance de Hubble très différente en raison de leur mouvement propre dans le groupe où dans l'amas où elles sont situées. La distance de 13,437 Mpc est sans doute plus près de la réalité. Selon ces deux mesures, NGC 4494 se dirige vers le centre de l'amas en direction opposée à la Voie lactée. Notons que c'est avec la valeur moyenne des mesures indépendantes, lorsqu'elles existent, que la base de données NASA/IPAC calcule le diamètre d'une galaxie.

## Morphologie
NGC 4494 a été utilisée par Gérard de Vaucouleurs comme une galaxie de type morphologique E1-2 dans son atlas des galaxies,.

### Un disque de poussière
Grâce aux observations du télescope spatial Hubble, on a détecté un disque de poussière autour du noyau de NGC 4494. La taille de son demi-grand axe est égale à 60 pc (196 années-lumière). Ce disque est symétrique, ce qui implique qu'il a été formé dans cette galaxie après qu'elle s'est fusionner avec une galaxie relativement riche en gaz, fusion qui a mené à sa création. Comme pour plusieurs galaxies elliptiques, le noyau de NGC 4494 est cinématiquement découplé, ce qui est probablement le résultat de fusion galactique.

## Trou noir supermassif
Selon une étude basée sur la dispersion des vitesses de ses amas globulaires, NGC 4494 renferme un trou noir supermassif dont la masse est estimée à (26,9 ± 20,4) × 106 {\displaystyle M_{\odot }}.

## Matière noire
Les observations réalisées avec l'observatoire spatial XMM-Newton ont montré que l'intensité du rayonnement X de NGC 4494 est très faible, une magnitude presque deux ordres de grandeur plus faible que des galaxies avec une luminosité comparable. On attribue cela à une déficience en matière noire et en gaz chaud dans cette galaxie.
Les avis diffèrent au sujet de la quantité de matière noire présente dans le halo de NGC 4494. Selon Romanowsky et al., il n'y a pas de matière noire dans cette galaxie. L'analyse de Napolitano et al. révèle que la densité centrale du halo en matière noire est inhabituellement faible. L'étude réalisée par Deason et al. indique une fraction de matière noire inhabituellement petite de 0,32 ± 0,12 à un distance de 5Re. Rodionov et Athanassoula ont essayé de déterminer une contrainte fixe de la masse du halo, mais avec un succès partiel. Par contre, Morganti et al. indique un fraction de matière noire d'environ 0,6 ± 0,1 à 5Re et une fraction particulièrement élevée à l'intérieur de 3Re.

## Groupe de NGC 4725, de NGC 4274 et de NGC 4565
Selon un article publié par Abraham Mahtessian en 1998, NGC 4494 fait partie d'un groupe de galaxies qui compte au moins 16 membres, le groupe de NGC 4725, la galaxie la plus brillante du groupe. Les autres galaxies de ce groupe sont NGC 4245, NGC 4251, NGC 4274, NGC 4278, NGC 4283, NGC 4308, NGC 4310, NGC 4314, NGC 4393, NGC 4448, NGC 4559, NGC 4565, NGC 4670, NGC 4725 et NGC 4747.
D'autre part, les galaxies NGC 4245, NGC 4251, NGC 4274, NGC 4278, NGC 4283, NGC 4310 et NGC 4314 font partie d'une autre groupe décrit par A.M. Garcia dans un article publié en 1993, le groupe de NGC 4274.
Trois autres galaxies du groupe NGC 4725 de Mahtessian se retrouvent aussi dans deux autres groupes de Garcia : NGC 4308 dans le groupe de NGC 4631 ainsi que NGC 4494 et NGC 4565 dans le groupe de NGC 4565. Les frontières entre les groupes ne sont pas clairement établies et dépendent des critères de proximité utilisés par les auteurs.